# Gerhard Ertl
Gerhard Ertl (Stuttgart, Alemanya, 10 d'octubre de 1936) és un físic i professor universitari alemany que fou guardonat amb el Premi Nobel de Química l'any 2007.

## Biografia
Va néixer el 10 d'octubre de 1936 a la ciutat de Stuttgart, capital de l'estat de Baden-Württemberg. L'any 1955 va iniciar els seus estudis de física a la Universitat Tècnica de Stuttgart, i posteriorment els amplià a la Universitat de París i la Universitat de Múnic, graduant-se l'any 1961 a Stuttgart. Finalment l'any 1965 es doctorà a la Universitat de Múnic.
L'any 1965 inicià la seva docència a la Universitat Tècnica de Múnic, esdevenint el 1968 professor de fisicoquímica i director de la Universitat Tècnica de Hannover, sent durant la dècades del 1970 i 1980 professor convidat en diverses universitats dels Estats Units d'Amèrica. Professor de la Universitat Lliure de Berlín l'any 1986, el 1996 fou nomenat professor de la Universitat Humboldt de Berlín i és professor emèrit de l'Institut Fritz-Haber depenent de la Societat Max Planck.

## Recerca científica
Va iniciar la seva recerca durant la dècada del 1960 interessat a conèixer els motius de l'oxidació de l'acer, el funcionament de les piles de combustible o com actuen els catalitzadors en els automòbils. Així mateix ha destacat pels seus estudis en conèixer el procés de destrucció de la capa d'ozó i per les seves investigacions referents al Procés de Haber-Bosch, mitjançant el qual el nitrogen és extret de l'aire per a la seva inclusió en fertilitzants artificials.
L'any 2007 fou guardonat amb el Premi Nobel de Química pels seus estudis de processos químics sobre superfícies sòlides.